# Johan Gyllenstierna den äldre
Johan Gyllenstierna, född  den 31 januari 1569 i Stockholm, död i mars 1617 i Polen, var en svensk amiral. Han var son till Nils Göransson Gyllenstierna.

## Biografi

### Onsdagsbröllopet
Johan Gyllenstierna har huvudsakligen blivit bekant genom sin giftermålshistoria, som på sin tid åstadkom mycket buller bland högadeln. Sigrid Brahe, yngsta dotter till greve Per Brahe den äldre. hade blivit förlovad med Erik Bielke af Åkerö. Förbindelsen grundade sig dock ej på någon böjelse från fästmöns sida, som från barndomen älskade den ridderlige Johan Gyllenstierna, utan var en beställning av släktingarna, i synnerhet änkedrottningen, Gunilla Bielke.
Snart spreds även ett rykte, att Bielke under sina resor i Polen blivit smittad av en könssjukdom. Detta ökade än mer fröken Sigrids motvilja, och i sin nöd tog hon sin tillflykt till prinsessan Anna på Stegeborgs slott. Kort därefter anlände även Gyllenstierna. Genast befallde prinsessan att följande onsdag skulle gudstjänst hållas i slottskapellet.
När alla var samlade framförde Sigismunds sändebud, Lindorm Bonde, Johan Gyllenstierna i koret och likaledes gjorde prinsessan Anna med Sigrid. När det unga paret stannat framför altaret, satte Anna en krans på Sigrids huvud, varpå prästen till de närvarandes stora förvåning sammanvigde henne med Johan Gyllenstierna.
Giftermålet väckte ett oerhört uppseende i landet och alla släktingar, Gyllenstiernor, Braher och Bielkar, blev mycket upprörda. De senare fordrade till och med ingenting mindre än Johan Gyllenstiernas liv. Prinsessan skrev till dem alla förlikande och ursäktande brev, men erhöll endast stela och kalla svar, och av sin farbror hertig Karl måste hon hålla till godo med en allvarsam erinran för sitt obetänksamma uppförande. Vid Söderköpings riksdag lyckades man åstadkomma en förlikning, på villkor att Johan Gyllenstierna skulle betala till de fattiga 1 000 riksdaler såsom böter för brottet och till Erik Bielke 2 000 riksdaler för fästninggåvor. Dessutom skulle de hålla sig undan på sina gods, för att ej med sin åsyn förolämpa Bielkesläkten.

### Militär bana under Sigismund
Vid Sigismunds infall i Sverige 1598 var Johan Nilsson Gyllenstierna befälhavare för hans adel och hovmän. Följande år förde han som amiral krigsflottan, med vilken han sökte överraska Älvsborgs fästning. Penningbrist och uteblivandet av en uppresning av Sigismunds anhängare i Västergötland gjorde att företaget gick om intet.